# John Michael Higgins
John Michael Higgins (født 12. februar 1963) er en amerikansk film- og tv-skuespiller kendt bl.a. for sin rolle som David Letterman i The Late Shift og for talrige gæsteroller i tv-serier som Ally McBeal, Boston Legal og Arrested Development.

## Filmografi i udvalg

### Film
- The Late Shift (1996)
- Wag the Dog (1997)
- G.I. Jane (1997)
- The Man Who Wasn't There (2001)
- After the Sunset (2004)
- Blade: Trinity (2004)
- Fun with Dick and Jane (2005)
- The Break-Up (2006)
- Evan Almighty (2007)
- Walk Hard: The Dewey Cox Story (2007)
- Yes Man (2008)

### Tv
- Miami Vice (1988)
- Seinfeld (1997)
- Vild med Dig (1998-1999)
- Ally McBeal (2000-2002)
- Frasier (2001)
- Arrested Development (2003-2006)
- George Lopez (2003)
- Boston Legal (2004)
- Monk (2004)
- Joey (2005)
- Kath & Kim (2008-2009)

## Ekstern henvisning
- John Michael Higgins på Internet Movie Database (engelsk)
- John Michael Higgins på Scope
- John Michael Higgins på Svensk Filmdatabas (svensk)
- John Michael Higgins på AlloCiné (fransk)
- John Michael Higgins på AllMovie (engelsk)
- John Michael Higgins på Rotten Tomatoes (engelsk)
- John Michael Higgins på The Movie Database (engelsk)
- John Michael Higgins på Internet Broadway Database (engelsk)
- John Michael Higgins på Behind The Voice Actors (engelsk)